# Sweet Ange
Sweet Ange (スウィートアンジェ) est un jeu vidéo de simulation et de réflexion de la franchise Angelique, sorti fin 1999 (Ange est ici un diminutif d'Angelique).

## Présentation
Le jeu, développé par Koei, sort au Japon le 17 décembre 1999 sur la console Game Boy Color. 
Contrairement aux autres jeux de la série, dont Angelique (Special / Duet) et Angelique Special 2 sortis précédemment, ce n'est pas un pur jeu de simulation de drague, bien qu'il soit toujours destiné à un public féminin (mais réalisé cette fois d'après des dessins de Shinko Katsurasaki) et qu'il contienne des éléments de jeu de drague ; il est donc considéré comme un jeu "hors série" dans la franchise, le troisième après Fushigi no Kuni no Angelique de 1996 et Angelique Tenkū no Requiem de 1998. C'est un jeu de réflexion et de simulation de cuisine.
Il ne se déroule pas dans l'univers des précédents jeux, mais dans un univers alternatif parodique : il reprend les personnages de la série mais rajeunis et placés cette fois dans un contexte scolaire. Le joueur choisit l'une des quatre héroïnes apparues dans la série, Ange (Angelique Limoges), Rosalia (de Catargena), Collet (Angelique Collet), ou Rachel (Hart), et doit lui faire gagner le concours annuel de patisserie de l'école en trouvant les ingrédients nécessaires et en réalisant divers recettes ; le résultat est jugé par les neuf gardiens de la série, chacun maitre d'une spécialité culinaire.
Le jeu sera suivi par le troisième jeu de la série régulière, Angelique Trois qui sort un an plus tard.

## Personnages
Participantes
- Ange (Angelique Limoges des jeux Angelique / Special / Duet et Fushigi no Kuni)
- Rosalia (Rosalia de Catargena du jeu Angelique / Special / Duet)
- Collet (Angelique Collet des jeux Angelique Special 2 et Tenkū no Requiem)
- Rachel (Rachel Hart du jeu Angelique Special 2)

Les Gardiens
- Marcel (spécialiste des tartes)
- Randy (spécialiste des cookies)
- Zephel (spécialiste des jus de fruits)
- Olivie (spécialiste des parfaits)
- Lumiale (spécialiste des gelées)
- Oscar (spécialiste du café)
- Julious (spécialiste des gâteaux)
- Luva (spécialiste des confiseries)
- Clavis (spécialiste du thé)